# Скифские монахи

Родина скифских монахов Малая Скифия, прибрежный регион Чёрного моря

Скифские монахи — устоявшееся название группы из четырёх монахов, живших на территории Византийской империи в начале VI века. Инициированные ими христологические споры стали важным фактором в сложных взаимоотношениях между Восточной и Западной православными церквями. О самих монахах мало что известно, кроме их имён — Ахилл, Иоанн, Леонтий и Маврикий, поскольку их роль в истории Церкви не вышла за пределы этого эпизода.
Конфликт начался в конце 510-х годов в провинции Малая Скифия на территории современной Румынии и Болгарии. Эта церковная область находилась в церковной юрисдикции Константинопольского патриархата, но по языку была близка к Риму.
«Скифские монахи» во главе с Иоанном Максенцием были обвинены в Константинополе в монофизитстве за свою приверженность теопасхистскому выражению «Сын Божий пострадал плотию». Возобновив христологическую полемику V века, они обратились за поддержкой к папе Гормизду, который, не осуждая данную формулу, считал её двусмысленной и потому отказал монахам в поддержке. В конце концов после некоторых колебаний византийский престол в лице будущего императора Юстиниана I согласился со взглядами монахов. Начиная с 520-х годов, религиозная политика императора, направленная на объединение папы, Константинопольской церкви и антихалкидонского Востока Византийской империи, будет сосредоточена на теопасхистской формуле, необходимой для достижения мира и согласия.

## Предыстория

### Теопасхистские споры V века
Вопрос о том, возможно ли страдание для Бога, являлся предметом обсуждения не только в V веке, но и ранее. Хотя большинство Отцов Церкви, подобно Григорию Чудотворцу (III век), отвечали на него отрицательно, исследователи обнаруживают «теопасхистские» высказывания у таких известных теологов, как Климент Иерусалимский, Тертуллиан и Ориген. После того как Первый Никейский собор подтвердил божественную природу Иисуса Христа, его «единосущность» Богу Отцу, проблема стала более сложной. Необходимо было определить, до какой степени человеческие страдания Сына затрагивают его божественную природу. Если Иисус Христос есть Бог, как гласит Никейский Символ веры, и он пострадал, как сказано в Священном Писании, значит ли, что Бог пострадал каким-то образом?
Традиционно христологические споры V века, касающиеся человеческой природы Иисуса Христа, описываются как противостояние Александрийской богословской школы во главе с Кириллом Александрийским, обосновывающей меньшую степень человечности, и Антиохийской, придерживающейся противоположных взглядов. Развивая аллегорическую экзегетику, александрийцы отрицали полную человеческую природу воплощённого Слова, тогда как антиохийцы настаивали на значении исторического Иисуса. Современные исследователи отмечают неточность такого разделения и считают, что для антиохийского богословия более важным являлась идея неподверженности Бога страданиям.
В период между Эфесским (431 год) и Халкидонским соборами (451 год) христологические споры неоднократно возникали между сторонниками Кирилла Александрийского и антиохийцами. Поводом для разногласий стали взгляды антиохийского монаха Нестория, ставшего епископом Константинополя в 428 году. Хотя основной вопрос касался православности применения слова «Богородица», возобновился диспут о корректности упоминания о страдании в связи с воплощением. Позиция александрийцев, настаивавших на единстве природ в Христе, из чего следовало, в частности, что Бог Слово умер, отрицалась антиохийцами, обвинявшими своих оппонентов в теопасхизме (от греч. θεός — Бог, Божество и греч. πάσχω — претерпевать, страдать; буквально «богостражничество», или «богострадание»). В дальнейшей полемике антиохийцы обвиняли Кирилла в «аполлинарианской гнилости», имея в виду осуждённое рядом соборов христологическое учение Аполлинария Лаодикийского, утверждавшего единство, но не слияние божественной и человеческой природ в Христе. Как следствие, противники приписывали Аполлинарию приверженность взгляду о страдании Божества, который он, по мнению В. В. Болотова, не разделял.
Ранние произведения Кирилла Александрийского, в частности последний из его «Двенадцати анафематизмов», давали повод его противникам, например несторианину Иве Эдесскому, заподозрить его в теопасхизме и аполлинаризме. Впоследствии, в течение всего несторианского спора, антиохийцы обвиняли Кирилла и его сторонников в аполлинаризме. В главных богословских трудах антиохийской партии, «Еранисте» Феодорита Кирского и «Книге Гераклита» Нестория обосновывалось, что ключевое положение христологии Кирилла, «одна природа Бога Слова воплощенная», означало признание того, что Бог пострадал по своей собственной природе. Несторий в своей книге особенно указывал на опасность теопасхизма и указывал на лживость тех, кто, исповедуя бесстрастность Бога, тем не менее, «помещают его на крест». Несторием также была написана специальная книга против теопасхизма, в настоящее время считающаяся утраченной. В свою очередь, Феодорит язвительно доводит до абсурда тезис Кирилла о том, что «Логос пострадал бесстрастно».
Другие, более нейтральные участники несторианского конфликта, например выступавший посредником между антиохийцами и александрийцами сирийский епископ Акакий Веррийский, также признавали важность теопасхистского вопроса. Кирилл, разъясняя в ходе полемики свою позицию, развивает своё учение о двух природах в Христе, не сильно отличающееся от тезисов его противников. Так, во Втором послании к Суккенсу он пишет, что «Единородный Сын Божий, познаваемый нами как Бог, не мог Сам воспринять страдания плоти в Свою Собственную природу [божественную], но воспринял их в свою земную природу. О Том, Кто является Единственным Истинным Сыном, нам равным образом следует утверждать и бесстрастие божественной природы, и страстность человеческой природы, ибо страдала именно плоть».
Несмотря на это, более радикальные антиохийцы отвергли вероисповедание Кирилла о божественной бесстрастности. В письме к Александру Иерапольскому Евтерий Тианский отказывается принять объяснения Кирилла по данному вопросу, одновременно с этим осуждая тех антиохийцев, которые приняли Согласительное исповедание 433 года, «вместе с ним поднявшие руку на божественное». Обвинения в теопасхизме не прекратились со смертью Кирилла в 444 году. Переписка патриарха Домна Антиохийского (442—449) и преемника Кирилла, Диоскора (444—451), перед Вторым Эфесским собором 449 года содержит обвинения александрийцев в пропаганде теопасхистских взглядов. Противоречия с воззрениями Кирилла привели к осуждению Домна на Эфесском соборе как несторианина.
Теопасхистские формулировки были отвергнуты и Халкидонским собором в 451 году. На четвёртом заседании этого собора рассматривалось дело константинопольских архимандритов — группы монахов под предводительством Дорофея, Кароса и Варсумы. Им, сторонникам константинопольского патриарха Евтихия, монофизитские взгляды которого были осуждены собором, было предложено подписать послание папы Льва I. Они отказались, вместо заявив, что они веруют в «пострадавшего единого от Святой Троицы». Эта формулировка не была принята, сами монахи были обвинены в ереси. Хотя теопасхистская формулировка не была тут же анафематствована, её осуждение было включено в заключительные постановления собора.
Поскольку Халкидонский собор не прекратил волнений, вызванных монофизитским движением, и во второй половине V века им был охвачен весь восток империи, император Зенон (477—491) по совету константинопольского патриарха Акакия издал в 483 году «Энотикон», в котором было выражение «Троица осталась троицей и по воплощении одного из Троицы — Бога Слова». Так как «Энотикон» был принят очень многими, то данное выражение широко распространилось на Востоке. Вступивший на престол после смерти Зенона Анастасий I (491—518) пошёл ещё дальше и не только принял Эноткон, но и собрал в 499 году собор против тех, кто признавал в Христе две природы и не исповедовал лат. unum de Trinitate crucifixum («один из Троицы распят»). Поскольку Анастасий планировал ввести в константинопольской церкви добавление к трисагиону «распныйся за ны», этот собор, вероятно, утвердил указанное выше положение в монофизитском смысле.
Несмотря на то, что выражение unum de Trinitate было принято монофизитами, его применяли и православные. На Западе после того, как папа Феликс III (483—492) отверг Энотикон, прижилось выражение лат. unа persona e Trinitate («одно лицо из Троицы») которое, однако, использовали и несториане, истолковывая его в том смысле, что Христос имел лишь лицо Бога Слова, но сам им не был.
Таким образом, к началу VI века на Востоке православные и монофизиты вкладывали в одну и ту же формулировку разный смысл, а на Западе православные по форме выражения совпадали с несторианами.

### Отношения Константинополя и Рима
Византийский император Анастасий I (491—518) умер 9 июля 518 года, и его преемник Юстин I (518—527), иллириец незнатного происхождения, занимавший пост комита экскувитов, стал императором на следующий день. Его первые значимые действия как императора относились к области религиозной политики и касались утверждений решений Халкидонского собора в восточных провинциях империи, противником чего был покойный император. Знаковая фигура антихалкидонской партии (монофизитов и миафизитов), Севир Антиохийский был вынужден, опасаясь преследований, бежать в Египет в сентябре 518 года. Церковный историк Евагрий Схоластик писал, что полководец Виталиан «выпросил себе у императора язык Севера — за то, что Север в своих речах обыкновенно оскорблял его». Ранее Виталиан поднял восстание и, осадив Константинополь, требовал от Анастасия защитить истинную веру. Вопрос о том, придерживался ли Юстин I столь строгих халкидонитских взглядов, как ему приписывают церковные историки VI века и как, вслед за ними, считают А. А. Васильев и А. Грильмайер, является спорным. Известно, однако, что при Анастасии он участвовал в подавлении восстания Виталиана. Учитывая, что другой лидер антихалкидонитов, Филоксен Маббугский был изгнан только в следующем году, альтернативная версия предполагает, что преследования не были столь жестокими и не являлись государственной политикой, а были результатом давления, возможно — константинопольских монахов.
Основанием для желаемого императорским двором примирения с церковным Западом, возглавляемым папой Гормиздом, должно было стать не только принятие решений Халкидонского собора, но и подписание восточными епископами составленного папой специального документа, Libellus Hormisdae. Согласие с этим документом предполагало осуждение константинопольского патриарха Акакия (472—489), в правление которого возник церковный раскол между Востоком и Западом, и всех тех, кто находился с ним в общении.
Чтобы убедиться в том, что восточные епископы подпишут libellus, папа отправил в Константинополь своих легатов, которые на пути в столицу добивались подписей провинциальных иерархов. Не везде эта их деятельность происходила бесконфликтно. 24 марта 519 года папское посольство прибыло в Константинополь, а 28 марта, под давлением императора, патриарх Иоанн II подписал libellus, что формально восстановило церковное единство. Одним из активных участников тех событий был диакон Диоскор, чья переписка с папой Гормиздом, вошедшая в сборник документов Collectio Avellana, является одним из основных источников сведений о событиях, связанных со скифскими монахами.

### Христианство в Малой Скифии в V — начале VI века

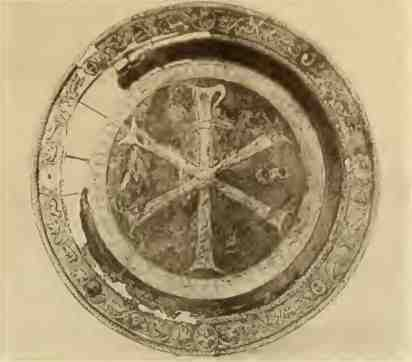
Серебряное блюдо епископа Патерна с печатью Анастасия. Обнаружено в 1921 году в Полтавской губернии, в настоящее время хранится в Государственном Эрмитаже

Сохранилось очень немного информации о церковной истории Малой Скифии в рассматриваемый период. Не известно точно, к каким именно христологическим воззрениям тяготела эта провинция в V веке, но, вероятно, они были ближе к строго кириллианским. Представитель от этой провинции, епископ Тимофей Томийский, принял участие в Эфесском соборе 431 года и, в отличие от других епископов дунайских провинций, подписал осуждение Нестория. В сохранившемся письме Александра Иерапольского Феодориту Кирскому утверждается, что «весь понтийский регион исповедует, что Бог подвержен страданию». Хотя не исключено, что данное утверждение относится только к понтийскому диоцезу, расположенному на южном берегу Чёрного моря.
Упоминавшиеся выше монахи Карос и Дорофей, предложившие лат. unus de Trinitate passus est came, утверждали, что они не примут никакой иной посленикейской формулы, так как именно так учил их Тимофей Томийский, крестивший их. Сохранился также ответ на «Codex Encyclicus» папы Льва I (457/458 год) епископа томийского Феотима. Согласно интерпретации этого текста немецким историком Э. Шварцем, Феотим принимает решения Халкидонского собора, хотя такое толкование принимается не всеми и, возможно, Феотим ограничился признанием только решений Эфесского собора. Из этого следует, что епископ Томиса мог принимать теопасхистскую формулу.
Косвенным указанием на христологическую ориентацию Малой Скифии может быть обширная строительная деятельность императора Анастасия I в этой провинции. Археологические находки дают основания предположить, что епископ Патерн, обвинённый скифскими монахами в ереси в 519 году, занимал свой пост ещё при Анастасии.
Немецкий католический историк В. Шурр также пытался обосновать связь теопасхизма в Скифии с влиянием монахов Сирии и Палестины.

## Хронология событий

### В Константинополе
Монахи прибыли в Константинополь во второй половине 518 года или в начале 519 года, до прибытия папских легатов 25 марта 519 года. Рядом исследователей высказывалось предположение, что они прибыли в столицу раньше, вместе с Виталианом, хотя обоснований этому не приводится. Изначально заявленной их целью было добиться разрешения своего спора с епископом Томиса Патерном. Вскоре выяснилось, что главной своей задачей они видели прекращение спора между сторонниками и противниками Халкидонского собора, для чего они требовали принять теопасхистскую формулу. Они сразу привлекли к себе внимание, обвинив некоего диакона Виктора, строгого халкидонита, в несторианстве за то, что тот, ссылаясь на послания папы Льва I и Кирилла Александрийского, отказался выполнить их требования. Влиятельный Виталиан, позиционировавший себя как решительный сторонник православия, приходился родственником одному из монахов и при этом был в конфликте с Патерном. Возможно, из-за этого Виталиан поощрял монахов к обострению конфликта, хотя детали его отношений с ними полностью гипотетичны.
Прибытие монахов пришлось на разгар ещё одного внутрицерковного конфликта. После изгнания со своей кафедры епископа Антиохийского Севира этот важный церковный пост уже несколько месяцев оставался вакантным. Из переписки Гормизда с диаконом Диоскором известно, что последний рассматривался в качестве одного из возможных кандидатов. Возможно, затянувшееся решение этого вопроса было связано с осложнившейся после прибытия монахов ситуацией и противодействием Виталиана и скифских монахов избранию Диоскора, чему можно найти подтверждения в письмах из Collectio Avellana. В конце июня 519 года легаты сообщили папе об избрании Павла Иудея.
Прибывшим в марте 519 года легатам монахи предложили подписать составленный Максенцием документ, полное название которого, лат. Libellus fidei oblatus legatis apostolicae sedis Constantinopolim quem accipere noluerunt («Ходатайство о вере послам апостольского престола в Константинополе, которые они отказались принять»), указывает на то, что папские посланцы его отвергли. Целью этого документа, как заявлено в его прологе, являлось дополнение решений Халкидонского собора теопасхистской формулой для более эффективной борьбы с ересями. В основной части документа приводились цитаты из произведений Отцов Церкви в подтверждение этому взгляду.
Весной 519 года прошёл ряд встреч для примирения монахов, Патерна Томийского, Виталиана, Виктора, легатов и патриарха Иоанна II. Единственным источником сведений об этих встречах являются отчёты легатов Гормизду. Их твёрдая позиция состояла в том, что ничего не может быть добавлено к решениям четырёх вселенских соборов. Из совместного письма, отправленного после их отбытия 29 июня в Рим легатами и диаконом Диоскором, известны дополнительные подробности событий. Оказывается, по приказу императора Юстина I и Виталиана было организовано несколько бесплодных дискуссий, в которые, помимо их воли и инструкций папы, были вовлечены легаты. Письмо содержит призыв папе проявить осторожность в этом, «наведшем ужас на Православную Константинопольскую церковь», деле. Тем же днём датировано письмо папе Юстиниана, в котором также содержатся предостережения против коварства монахов. Однако несколько дней спустя, в начале июля, позиция Юстиниана изменилась на противоположную, и он выслал новое письмо, в котором выражал мнение, что формула скифских монахов может стать панацеей в споре двух партий и дать империи религиозный мир. Возможно, позиция будущего императора изменилась под влиянием Виталиана, однако и после убийства последнего Юстиниан продолжал её придерживаться.

### В Риме
Не достигнув своей цели в Константинополе, монахи летом 519 года отправились в Рим, чтобы обратиться непосредственно к папе. Вместе с ними в Рим отправились письма — не сохранившаяся положительная рекомендация от Виталиана, два письма от легатов, крайне враждебного к монахам содержания, и письмо от Юстиниана. Легаты предупреждали папу против опасных новаций и возврата ко временам Евтихия. Письмо Юстиниана описывало монахов как людей, которые «… более заботятся о создании конфликтов, чем о благочестии и божьем мире […]; поскольку пустая болтовня тех, кто спешит ввести новации в церкви, приводит к повсеместному возбуждению толпы». Однако несколько дней спустя Юстиниан пишет два новых письма, уже в более благоприятном для монахов тоне, выражая надежду достичь мира между церквями. По мнению Э. Шварца, первое письмо было написано под влиянием Диоскора, а последующие — под влиянием Виталиана.
В начале миссии скифских монахов сопутствовал успех — папа Гормизд принял «Libellus fidei» Максенция. Дальнейшие события известны хуже. Известно, что за время своего 14-месячного пребывания в Риме монахи развили бурную деятельность, пропагандируя свою формулу среди населения города и даже в Сенате. Они встретили и привлекли к своей миссии своего соотечественника, Дионисия Малого, вступили в переписку с изгнанными на Сардинию королём вандалов Тразамундом африканскими епископами. Написанное ими послание известно как лат. Epistula scytharum monachorum ad episcopos.
Довольно скоро они утомили Гормизда, и уже в сентябре 519 года он пишет Юстиниану письмо, в котором сообщает, что, хотя он был бы и рад отправить монахов обратно, те отказываются уезжать, опасаясь каких-то засад на пути, угрожающих их жизням. Поэтому папа, не желая выгонять их силой, будет дожидаться возвращения своих легатов, чтобы с их помощью рассмотреть тщательно данную проблему. Ни в этом письме, ни в последующих папа не выразил своего отношения к теологической стороне вопроса. Эта уклончивость несколько раздражала Юстиниана, который в своём письме от 19 октября 519 года попросил папу дать определённый ответ по формуле «unus de trinitate». Также он попросил отправить монахов обратно, добавив, что им ничего по пути не угрожает. Отправленное в тот же день письмо Диоскора показывает, что тот сохранил отрицательное отношение к монахам: «если кто-нибудь спросит Максенция, который утверждает, что он настоятель в какой-то общине, среди каких монахов он жил, или кто рукоположил его в монахи, он не сможет ответить. Такая же темнота и с Ахиллом».
Когда монахи покинули Рим, точно не известно. На основании сохранившихся писем можно сделать вывод, что в декабре 519 года они собирались в Константинополь, а в августе следующего года они ещё были в пути. Августом 520 года датируется письмо Гормизда африканскому епископу Посессору, в котором он в резких выражениях осуждает взгляды и поведение монахов. По словам папы, это народ Рима заставил их покинуть город. Сохранившийся ответ на это письмо Максенция излагает другую версию событий — по его мнению, изменение отношения папы к монахам произошло под влиянием Диоскора.
В январе 520 года император Юстин I сообщил в Рим о том, что в Константинополь приходит большое количество петиций из восточных провинций по поводу «unus de trinitate». С целью сделать эту формулу более привлекательной для Рима в июле 520 года Юстиниан направил письмо, где со ссылкой на Августина предлагал толкование слова «unus» как «una de Trinitate persona» («одно лицо из Троицы»). После длительной задержки, письмом от марта 521 года, папа вновь отказался как-либо дополнять положения, содержащиеся в послании папы Льва I и Халкидонского собора.

## Состав группы монахов
Впервые монахи упоминаются в письме Диоскора папе Гормизду. В нём упоминается по имени только Леонтий, родственник влиятельного в то время полководца Виталиана. Более подробная информация содержится в письме племянника императора Юстина, будущего императора Юстиниана, также Гормизду: «… Имена этих монахов:
Ахилл, Иоанн, Леонтий и Маврикий». В схолии к этому месту к имени «Маврикий» добавлено «Максенций».

### Иоанн Максенций
Традиционно считается, что лидером скифских монахов был Иоанн Максенций. Достоверных сведений о его жизни вне рассматриваемых событий не сохранилось. Помимо упомянутого выше документа «Libellus fidei», он является автором ещё четырёх сочинений по различным догматическим вопросам.
Историк А. А. Васильев предположил, что впоследствии император Юстиниан I (528—565) сделал Максенция епископом Малой Скифии. Кардинал Р. Беллармин, архиепископ Дж. Ашшер и некоторые другие ошибочно полагали, что Максенций был пресвитером в Антиохии. Вероятно, эта ошибка была связана с упоминанием в «Libellus fidei» антиохийского патриарха Флавиана.

### Леонтий
В конце XIX века возрос интерес к богослову VI века Леонтию Византийскому. Автором первой монографии, посвящённой этому церковному писателю, Ф. Лоофсом, было предложена версия, что это был тот самый Леонтий, принадлежавший к числу скифских монахов. В качестве обоснования этой гипотезы Лоофс указывал на близость выраженных в сочинениях Леонтия взглядов к взглядам Иоанна Максенция, а также на защиту Леонтием теопасхистской формулы. Разбирая эти аргументы, автор первого исследования о Леонтии Византийском на русском языке В. А. Соколов соглашается, что взгляды Леонтия и Максенция действительно близки, однако это может быть простым следствием того, что Леонтий имел на руках его труды, а по поводу теопасхизма он замечает, что «Леонтий никогда не думал, подобно Максенцию, видеть в теопасхистской формуле лозунг своей доктрины, и если он раз остановился на ней, то это показывает только то, что „в ней под мёдом скрывается евтихианский яд“». Другими аргументами против этого отождествления становятся слова Юстиниана из другого письма: «Это — монахи только по виду, и они не имеют никакого навыка к диспутам», а также хронологические несоответствия.
Тем не менее, эта теория о тождественности церковного писателя Леонтия Византийского и скифского монаха Леонтия разделялась многими историками XIX и начала XX веков. Так считали О. Барденхевер(1908), В. Эрмони, Й. Юнглас (1908) и Б. Альтанер (1938). В 1975 году видный католический теолог А. Грильмайер отверг эту версию, не приведя дополнительных аргументов. В настоящее время среди теорий о личности Леонтия Византийского данное отождествление не рассматривается. Справочник Prosopography of the Later Roman Empire (1980) не приводит о Леонтии-скифском монахе никаких сведений, кроме того, что он был родственником Виталиана.

### Дионисий Малый
Дионисий Малый, также уроженец Малой Скифии, известный как основоположник системы летосчисления от Рождества Христова, прибыл в Рим раньше своих соотечественников. Разделяя взгляды скифских монахов, он писал о них: «Скифия, ужасная своим холодом и варварами, породила четырёх человек, всегда горящих жаром своих сердец и чудесных спокойствием своих манер». В этой связи исследователи отмечают, что ни себя, ни монахов Дионисий не определяет как «варваров». Описывая своё пребывание в Риме, Иоанн Максенций так выражает своё видение мира: он и Дионисий скифы, потому что они из Скифии. Друг Дионисия, грекофил Боэций, поддержал теологические взгляды монахов.
Дионисий оказал монахам помощь в переводе на латынь ряда важных христологических документов, ранее неизвестных на Западе, в том числе «Послания к армянам о вере» Прокла Константинопольского и «Двенадцати анафематизмов» Кирилла Александрийского.

## Учение скифских монахов
Учение скифских монахов реконструируется на основании двух дошедших до нашего времени составленных ими документов: Libellus fidei и Epistula. Из них видно, что монахи были убеждёнными халкидонитами, выражающими согласие с решениями IV вселенского собора о двух природах Иисуса Христа и учением папы Льва (440—461). При этом они принимали «Двенадцать анафематизмов» Кирилла Александрийского, и, как и Кирилл, они провозглашали соединение бесстрастного Бога с подверженной страданиям человеческой природой. Соответственно, воплощённому таким образом Логосу они приписывали и чудеса, и страдания. Монахи при этом признавали правильным называние Девы Марии «истинной» (лат. vere et proprie) Богородицей, родившей Бога не только «по благодати», как полагали несториане, но и «по природе».
Монахи полностью исключали различие между понятиями «ипостась» и «лицо», из чего следовало, что Христос является одной из ипостасей Троицы. Согласно Максенцию, православный отрицает, что Божество «вселилось» в Христа, как полагали еретики Несторий и Феодор Мопсуестийский, а Иисус был Богом с момента рождения.
Собственно теопасхистская формула содержится в Libellus fidei: лат. Unus est Christus de trinitate, qui pro nobis passus est carne. В подтверждение этой формулировки Максенций трижды цитирует «Послание к армянам о вере» Прокла Константинопольского. Хотя приведённые Максенцием цитаты не содержатся именно в этом произведении Прокла, в другом месте он признавал, что «один из Троицы воплотился».

## Последствия
В 523 году или несколько ранее Юстиниан издал эдикт, явно утверждающий, что один из Троицы пострадал плотью. Это был, по выражению А. Гарнака, «энотикон». После того как в 527 году Юстиниан стал единственным правителем империи, теопасхистская формула включалась во все документы, касающиеся христологии. По свидетельству Виктора Туннунского, признания этой формулы требовала императрица Феодора. В кодексе Юстиниана (I.15) содержится относящийся примерно к 527 году символ веры, явно содержащий unium ex trinidate. 15 марта 533 года император издал адресованный гражданам Константинополя и других крупных городов империи эдикт, в котором также стояло «один из Троицы, бог-Логос, стал плотью». В 532 году на соборе в Риме позиция скифских монахов была утверждена Западной церковью. В июне 533 года Юстиниан отправил в Рим епископов Деметрия и Гипатия с письмом, в котором он просил папу Иоанна II признать скифских монахов и осудить Неусыпающих. Прибывший в Рим с противоположной целью один их Неспящих, Кир, был обвинён в ереси, и, поскольку Неспящие отказались раскаяться, они были отлучены от церкви до тех пор, пока не признали своей ошибки. В 534 году Иоанн II утверждал, что этих взглядов православные придерживались всегда. Вселенский Второй Константинопольский собор 553 года анафематствовал всех, кто подвергал это сомнению.
Среди христианских историков последующих столетий деятельность скифских монахов заслужила противоречивые оценки. Кардинал Бароний (XVI век) высказывался о них резко отрицательно, тогда как живший столетие спустя другой католический кардинал-историк Э. Норис обосновывал православность Максенция и его собратьев.

### Первичные источники
- Евагрий Схоластик. Церковная история. — СПб.: Издательство Олега Абышко, 2006. — 672 с.
- Corpus scriptorum ecclesiasticorum Latinorum / O. Guenther. — 1898. — Vol. XXXV, pars 2.

### Исследования
на английском языке
- Amory P. People and Identity in Ostgotic Italy, 489 - 554. — Cambridge: Cambridge Univercity Press, 1997. — 525 p. — (Cambridge Studies in Medieval Life and Thought). — ISBN 0 521 571 51 0.
- Bardenhewer O. Patrology. — 1908. — 680 p.
- Chadwick H. Eucharist and Christology in the Nestorian Controversy // Journal of Theological Studies. — 1951. — Vol. II. — Вып. 2. — P. 145—164. — doi:10.1093/jts/II.2.145.
- Dodd E. C. Byzantine silver stamps. — Washington, D. C., 1961. — Vol. VII. — 283 p. — (Dumbarton Oaks Studies).
- Grillmeier A., Hainthaler T., Allen P. Christ in Christian Tradition: From the Council of Chalcedon. — Westminster John Knox Press, 1995. — Vol. 2. — ISBN 0-264-67261-5.
- Harnack A. History of Dogma = Lehrbuch der Dogmengeschichte / translated by J. Millar. — 2nd ed.. — London, 1898. — Vol. IV. — 353 p.
- Hovorun C. Will, Action and Freedom: Christological Controversies in the Seventh Century. — Leiden Boston: BRILL, 2008. — Vol. 77. — 203 p. — (Medieval Mediterranean). — ISBN 978-90-04-16666-0.
- O'Keefe, J. J. Impassible suffering? Divine passion and fifth-century Christology // Theological Studies. — 1997. — Vol. 58. — Вып. 1. — P. 39—60.
- Martindale J. R. The Prosopography of the Later Roman Empire. — Cambridge: Cambridge University Press, 1980. — Vol. II. — 1342 p. — ISBN 0 521 20159 4.
- Pavouris R. The condemnation of the Christology of the three chapters in its historical and doctrinal context: the assessment and judgement of Emperor Justinian and the Fifth Ecumenical Council (553). — PhD thesis. — University of Glasgow, 2001. — 276 p.
- Philott H. W. Maxentius, Joannes, presbyter and archimandrite // A Dictionary of Christian Biography, Literature, Sects and Doctrines. — 1882. — Vol. III. — P. 865—868.
- Ruscu D. The Revolt of Vitalianus and the “Scythian Controversy” // Byzantinische Zeitschrift. — 2008. — Bd. 101. — P. 773—785.
- Vasiliev A. A. Justin the First. An introduction to the Epoch of Justinian the Great. — Harvard University Press, 1950. — 439 p.
- Viezure D. I. Verbum Crucis, Virtus Dei: A Study of Theopaschism from the Council of Chalcedon (451) to the Age of Justinian. — University of Toronto, 2009. — 229 p.

на русском языке
- Болотов В. В. История Церкви в период Вселенских Соборов. — М.: Поколение, 2007. — 720 с. — ISBN 978-5-9763-0032-3.
- Ларше Ж.-К. Христологический вопрос. По поводу проекта соединения Православной Церкви с Дохалкидонскими Церквами: нерешенные богословские и экклезиологические проблемы / пер.: Савва (Тутунов), иеромонах. — Богословские труды. — М., 2007. — Т. 41. — С. 147—211.
- Лурье В. М. История византийской философии. Формативный период. — СПб.: Axioma, 2006. — 553 с. — ISBN 5-901410-13-0.[неавторитетный источник]
- Мейендорф И. История Церкви и восточно-христианская мистика. — ДИ-ДИК, Православный Свято-Тихоновский Богословский институт, 2000. — 576 с. — (Древо). — ISBN 5-93311-008-6.
- Оксиюк М. В. Теопасхитские споры // Труды Киевской духовной академии. — 1913. — Т. I, вып. 4. — С. 529—559.
- Соколов В. А. Леонтий Византийский: его жизнь и литературные труды / А. Р. Фокин. — Леонтий Византийский: сборник исследований. — М., 2006. — С. 10—458. — 2000 экз. — ISBN 5-9622-0013-6.